# Вольский, Мирон Ефимович
Миро́н Ефи́мович Во́льский (1892, Брест-Литовск — 1958, Фрунзе) — советский врач–терапевт, доктор медицинских наук (1939), профессор (1940), заслуженный деятель науки Киргизской ССР.

## Биография
Мирон Ефимович Вольский родился в 1892 году в Брест-Литовске.
В 1915 году поступил в Петроградский психоневрологический институт, но завершил образование на медицинском факультете Саратовского государственного университета в 1920 году. После окончания обучения, с 1921 года М. Е. Вольский работал в госпитальной терапевтической клинике Куйбышевского университета. С 1939 по 1940 г.г. заведовал кафедрой терапии Куйбышевской военно-медицинской академии. В 1941 году возглавил кафедру факультетской терапии Киргизского медицинского института, оставаясь в этой должности до конца жизни.
М. Е. Вольский был награждён Орденом Трудового Красного Знамени и Орденом «Знак Почёта», двумя медалями и почётными грамотами Верховного Совета Киргизской ССР.

## Научная деятельность
Научные интересы М. Е. Вольского были посвящены изучению сердечно-сосудистой системы, ревматизма, малярии, патологии печени и жёлчных путей, а также бальнеологии. Уделял особое внимание изучению влияния на организм человека кратковременного и длительного пребывания в условиях высокогорья Киргизии, а также некоторым общим вопросам терапии.
Описал признак холецистита (Симптом Вольского) – болезненность при легком ударе ребром ладони в косом направлении снизу вверх по правому подреберью.
В 1941 году М. Е. Вольским было основано Республиканское научное общество терапевтов (РНОТ) (ныне Ассоциация врачей по внутренней медицине (АВВМ)) – крупнейшее общественное научное медицинское объединение Киргизии, вносящее большой вклад в повышение квалификации врачей и специалистов по внутренней медицине, внедрение современных подходов в диагностике и лечении внутренних заболеваний, организацию медицинской помощи больным с основными терапевтическими заболеваниями.
М. Е. Вольский опубликовал свыше 60 научных трудов.

## Научные труды
- Вольский М. Е. Влияние высокогорного климата на организм человека // «Сборник научных трудов Киргизского Государственного Медицинского Института». — Фрунзе, 1951, № 7, с. 105–115.
- Вольский М. Е. Усиление диуретического действия меркузола с никотиновой кислотой // «Советское здравоохранение Киргизии», 1954, №2.
- Вольский М. Е. Некоторые вопросы клиники и лечения болезни Боткина // «Советское здравоохранение Киргизии», 1957, №1.
- Вольский М. Е. Избранные труды. — Фрунзе: «Киргизгосиздат», 1962.